# William Desmond Taylor
William Desmond Taylor, właśc. Willi Tanner (ur. 26 kwietnia 1872, zm. 1 lutego 1922) – amerykański aktor irlandzkiego pochodzenia. Reżyser kina niemego oraz popularna osobistość w Hollywood.

## Życiorys
Był synem majora. Dorastał z czwórką rodzeństwa, dwiema siostrami i dwoma braci. Kiedy miał 17 lat, zaczął występować w irlandzkiej trupie aktorskiej, po czym udał się do Londynu, a następnie do Stanów Zjednoczonych, gdzie pracował na ranczu Neda Turnleya. Po roku spędzonym na ranczu udał się w podróż po miastach wschodniego wybrzeża, aż w końcu otworzył teatr w Nowym Jorku. Po sprzedaży teatru i przeprowadzce na Pacyfik pracował jako dziennikarz, rysownik i poszukiwacz złota. Po powrocie do Nowego Jorku w 1901 poznał piosenkarkę i pianistkę Ethel May, z którą się ożenił i założył rodzinę. Zaczął też pracę jako handlarz antyków, dzięki czemu dorobił się większej sumy pieniędzy.
Został zamordowany w swojej posiadłości przy Alvaredo Street 6 w Beverly Hills. Lekarz wezwany na miejsce zdarzenia orzekł o śmierci aktora z powodu krwotoku z żołądka. Mimo że na plecach Taylora odkryto trzy ogromne dziury, policja umorzyła śledztwo, stwierdzając zgon gwiazdora z przyczyn naturalnych. W grudniu 1966 własne dochodzenie w sprawie wszczął reżyser i scenarzysta King Vidor, który w ciągu niecałego roku dowiódł, że wymiar sprawiedliwości we współpracy z wytwórnią Paramount Pictures celowo zatuszował sprawę zabójstwa Taylora, nie uwzględniając w śledztwie dowodów (m.in. trzech kosmyków włosów i chusteczki z wyszytymi inicjałami „M.M.M.”), które miały obciążać aktorkę Mary Miles Minter. Inną podejrzaną o zabójstwo była Charlotte Shelby, matka Minter, która miała być zazdrosna o relację córki z Taylorem, bo sama się w nim podkochiwała.